# Omphalina grisea
Omphalina grisea är en lavart som först beskrevs av Elias Fries, och fick sitt nu gällande namn av Lucien Quélet 1886. Omphalina grisea ingår i släktet Omphalina och familjen Tricholomataceae.   Inga underarter finns listade i Catalogue of Life.